# Toni Nadal
Antonio Nadal Homar, detto Toni (Manacor, 21 febbraio 1961), è un allenatore di tennis spagnolo, zio ed ex allenatore di Rafael Nadal.

## Biografia
Nadal è lo zio ed è stato allenatore del tennista Rafael Nadal, che ha allenato al top della classifica mondiale. Conosciuto per le sue doti di grande motivatore, ha trasmesso questa mentalità a Rafa, facendolo diventare uno dei più grandi tennisti di tutti i tempi.
I Nadal sono una famiglia molto unita e condividono un edificio residenziale a Manacor. Toni ha tre fratelli tra cui Sebastian Nadal, Miguel Ángel Nadal e una sorella. Sebastian è il padre di Rafael Nadal e possiede e gestisce il suo ristorante mentre Miguel Angel, conosciuto anche come la "Bestia di Barcellona", è un ex calciatore che in carriera ha giocato per il Mallorca, Barcelona oltre che per la nazionale spagnola.
Dopo la vittoria di Rafael al Roland Garros 2013 ha staccato Lennart Bergelin, fermo a undici titoli dello Slam, diventando l'allenatore con più Major vinti in carriera (13), diventati 14 esattamente un anno dopo, sempre a Parigi. Nel giugno 2017 arriva a quota 15 dopo la decima vittoria di Rafa al Roland Garros e a 16 nel settembre dello stesso anno dopo quella degli US Open.
Alla fine della stagione 2017, Toni lascia il ruolo di coach di Rafael e inizia a dedicarsi a tempo pieno alla "Rafael Nadal Academy".
Nell'aprile 2021, dopo che per anni si era occupato dell'accademia, annuncia che tornerà ad allenare un tennista professionista, seguendo il canadese Félix Auger-Aliassime. La collaborazione con Auger termina nel 2024 e porta il canadese a vincere i suoi primi 4 titoli ATP e ad entrare nella top 10 del ranking mondiale.